# Requisits funcionals dels registres bibliogràfics
Els Requisits funcionals dels registres bibliogràfics (FRBR són les sigles en anglès per les quals es coneixen els Functional Requirements for Bibliographic Records) són un model conceptual d'entitat-relació desenvolupat per la International Federation of Library Associations and Institutions que relaciona les dades dels registres bibliogràfics amb les necessitats de l'usuari, aquestes necessitats són les tasques de recuperació i accés en els catàlegs de biblioteques i bases de dades bibliogràfiques des de la perspectiva d'aquest usuari. Els FRBR representen una aproximació més holística respecte a la recuperació i l'accés, ja que les relacions entre les entitats proporcionen enllaços per a navegar dins una jerarquia de relacions. El model és significatiu perquè és independent dels estàndards catalogràfics específics, com ara les AACR2 o les ISBD (International Standard Bibliographic Description).

## Entitats dels FRBR
Les entitats definides als FRBR representen els objectes d'interès per als usuaris de les dades bibliogràfiques.
- Les entitats del grup 1, l'obra, l'expressió, la manifestació i l'ítem representen els productes de l'activitat intel·lectual o artística.
- Les entitats del grup 2, la persona i l'entitat corporativa, són responsables de la custòdia de l'activitat intel·lectual o artística del grup 1.
- Les entitats del grup 3 són les matèries de l'activitat intel·lectual o artística del grup 1 o grup 2, i inclouen conceptes, objectes, esdeveniments, i llocs.

Entitats del grup 1
Les entitats del grup 1 són el fonament del model FRBR.
- Obra és una creació intel·lectual o artística diferenciada.[1] Per exemple, la novel·la Aloma de Mercè Rodoreda.
- Expressió és la forma intel·lectual o artística que pren una obra cada vegada que és realitzada. Una expressió de la novel·la Aloma de Mercè Rodoreda seria la traducció al castellà feta per Alfons Sureda i Carrión.
- Manifestació és la materialització física d'una expressió d'una obra. Com a entitat, la manifestació representa tots els objectes físics que presenten les mateixes característiques respecte al contingut intel·lectual i la forma física. Una manifestació de la novel·la Aloma de Mercè Rodoreda seria la traducció al castellà feta per Alfons Sureda i Carrión publicada per Alianza el 1995.
- Ítem és un sol exemplar d'una manifestació. L'entitat definida com a ítem és una entitat concreta. Un ítem de la novel·la Aloma de Mercè Rodoreda seria la traducció al castellà feta per Alfons Sureda i Carrión publicada per Alianza el 1995 i que es troba a la Biblioteca de Catalunya.

## Relacions
Els FRBR es basen en relacions entre entitats, que tenen atributs o característiques associats amb cada una. Les relacions serveixen com a vehicle que descriu els lligams entre una entitat i una altra i, per tant, com a mitjans per facilitar que l'usuari pugui “navegar” dins l'univers d'una bibliografia, un catàleg o una base de dades. Exemples de relacions incloses en els FRBR, però poden haver-n'hi altres: 

### Relacions equivalents
Les relacions equivalents existeixen entre còpies exactes de la mateixa manifestació d'una obra o entre un document original i les seves reproduccions i tenen, per tant, els mateixos continguts intel·lectuals o artístics. Els exemples inclouen reproduccions, facsímils, microfilms, etc.

### Relacions derivades
Les relacions derivades existeixen entre l'obra original i les modificacions basades en l'obra. Són, doncs, relacions entre les expressions d'aquesta obra original (edicions, versions, traduccions, resums, extractes, etc) i l'obra. I són també relacions entre l'obra original i obres relacionades d'alguna manera (adaptacions, dramatitzacions, etc. que constitueixen noves obres).

### Relacions descriptives
Les relacions descriptives existeixen entre l'obra original i una nova obra basada en la descripció de l'obra original (edicions crítiques, comentaris, revisions, etc.) 

## Tasques de l'usuari
FRBR defineix quatre tasques genèriques que l'usuari desenvolupa segons l'ús que en fa de les dades:
- Trobar entitats segons els criteris de l'usuari aplicats en la cerca (localitzar les entitats en una biblioteca, una base de dades).
- Identificar una entitat (comprovar que l'entitat identificada és l'entitat cercada).
- Seleccionar una entitat d'acord amb les necessitats de l'usuari.
- Obtenir accés a l'entitat mitjançant l'adquisició de l'entitat o l'accés electrònic a l'entitat.

La importància que FRBR dona a les relacions fa que establir relacions per part de l'usuari quan “navega” en un catàleg podria constituir una cinquena tasca de l'usuari, la de “relacionar”.

## A Catalunya
Els Requisits funcionals dels registres bibliogràfic són la traducció catalana de Functional Requirements for Bibliographic Records, traduïts per Assumpció Estivill i Rius, i publicats per la Biblioteca de Catalunya l'any 2009. El 2010 la Biblioteca de Catalunya publicà els Requisits funcionals de les dades d'autoritats: un model conceptual també traduïts per Assumpció Estivill i Rius, que és la traducció al català de Functional Requirements for Authority Data